# توموهيكو ميازاكي
توموهيكو ميازاكي (باليابانية: 宮崎 智彦) (21 نوفمبر 1986 في نيشي طوكيو في اليابان – )؛ هو لاعب كرة قدم ياباني سابق كان يلعب كلاعب وسط.

## وصلات خارجية
- توموهيكو ميازاكي على موقع رابطة كرة القدم اليابانية للمحترفين (اليابانية)
- توموهيكو ميازاكي على موقع إي إس بي إن إف سي (الإنجليزية)
- توموهيكو ميازاكي على موقع قاعدة بيانات كرة القدم.إي يو (الإنجليزية)
- توموهيكو ميازاكي على موقع Soccerway.com (الإنجليزية)
- توموهيكو ميازاكي على موقع عالم كرة القدم.نت (الإنجليزية)
- توموهيكو ميازاكي على موقع كووورة